# 景洪薹草
景洪薹草（学名：Carex doisutepensis）为莎草科薹草属的植物。分布在泰国北部以及中国大陆的云南南部等地，生长于海拔2,700米至3,100米的地区，多生在林缘草丛，目前尚未由人工引种栽培。